# Parque nacional Badlands
El Parque Nacional Badlands (en inglés Badlands National Park, que literalmente significa parque de las malas tierras) es un parque nacional de los Estados Unidos localizado al suroeste del estado de Dakota del Sur, al norte de los Grandes Llanuras. Es un parque natural que ofrece paisajes erosionados (oteros, pináculos y flechas) y prados y que también es rico en lugares paleontológicos, ya que dentro del parque hay numerosos fósiles del período oligoceno (23 a 35 millones de años antes de nuestra era) que permiten a los científicos estudiar la evolución de determinadas especies de mamíferos como caballos, ovejas, cerdos y rinocerontes.
Es administrado por el Servicio de Parques Nacionales (NPS), pero una zona particular (la unidad Stronghold) se administra conjuntamente con una tribu Sioux (Oglala) e incluye lugares Ghost Dances. 

## Historia del parque
La zona fue primero protegida como monumento nacional, siendo establecido por el propio Congreso de los EE. UU. el 24 de enero de 1939 («Badlands National Monument», con 526 km²). El 10 de noviembre de 1978, el Congreso rediseño el área y creó un nuevo parque nacional.

## Situación geográfica
El parque nacional Badlands está situado en los Estados Unidos, en el estado de Dakota del Sur. Su superficie supera los 980 km². Esta zona está rodeada por el río White al sur, y por el río Cheyenne al norte. El Custer State Park está situado a unos cincuenta kilómetros al oeste, a vuelo de pájaro.

## Geología
Este parque se sitúa en una meseta erosionada cuya formación se remonta al Cretácico superior, (hace alrededor de 75 millones de años). Se formó con depósitos esencialmente sedimentarios (arena, légamo, arcilla) poco solidificados por cimentación. El estudio de las distintas capas sedimentarias nos permite describir la historia de esta región. 

### Depósitos sedimentarios
Las formaciones más antiguas, es decir, las situadas en la base de los afloramientos, datan del Cretáceo superior (entre 75 y 69 millones de años). Durante este período, los sedimentos se fueron acumulando en un mar poco profundo que cubría la zona actualmente ocupada por los Grandes Llanos. Se trataban esencialmente de arcillas negras, transformadas más tarde en esquisto negro, presentando fósiles de amonites, de reptiles marinos y conchas de bivalvos, que confirman su origen marino. 
Estos sedimentos afloraron más tarde, después de un levantamiento de la región de los(Black Hills) que ocasionó la formación de las Montañas Rocosas. Las arcillas negras se erosionaron y formaron un suelo fósil de color amarillo. 
Después del (Eoceno superior), entre - 37 y - 34 millones de años, la región, que se había convertido en un extenso llano inundable, recibió nuevas contribuciones sedimentarias, continentales esta vez, aportadas por los cursos de agua en sus crecidas regulares. En la capa de sedimentos correspondiente se encontraron fósiles de cocodrilos, lo que pone de manifiesto que el clima debía ser del tipo subtropical y los depósitos de tipo forestal. También se encontraron numerosos fósiles de mamíferos, como, por ejemplo, Titanotheres, animal semejante a un rinoceronte. 
En el (Oligoceno inferior, - 34 a - 30 millones de años), el clima se volvió más seco y el bosque cedió el lugar a una sabana abierta. Los depósitos se volvieron más oscuros, y los fósiles que contienen muestran una evolución de la fauna, con la aparición de fósiles de mamíferos que vivían en manada (Oreodonta, que se asemejaban a un hipopótamo, pero de las dimensiones de una oveja). Las capas de arena intercaladas, transformadas en arenisca, muestran el emplazamiento de lechos de ríos antiguos procedentes del Black Hills. Se encuentran en esta formación capas rojas que corresponden a suelos fósiles. En la parte superior de esta capa de rocas sedimentarias se encuentra una capa gruesa de cenizas volcánicas de origen dudoso. 
Hace (- 30 a - 28 millones de años) se depositó una capa de sedimentos de color más claro, bajo la acción del agua y del viento, en un clima aún más seco. Esta capa es la más reciente que existe en el parque.

### La erosión reciente
El extenso llano inundable comenzó a aumentar bajo la acción de los cursos de agua y sigue aumentando hoy día. Estos sedimentos son ricos en fósiles que después de la erosión, formaron este paisaje particular llamado badlands. En estos terrenos arcillosos o arcillo-margosos, el abarrancamiento intenso esculpió las pendientes en las rocas blandas que rodeaban los antiguos valles, posteriormente desecados. Esta erosión es rápida (alrededor de 2,5 cm/an), a causa de la poca dureza de las rocas arcillosas. 
Los sedimentos liberados por la erosión son captados finalmente por los ríos White river, Cheyenne river y Bad river, que forman parte de la cuenca de drenaje del río Misuri, él mismo afluente de Misisipi.

### Paleontología
Se han descubierto en este parque numerosos fósiles del eoceno tardío y del oligoceno. Las clases más destacadas son el Alligator (un Crocodylidae), Archaeotherium (un Entelodontidae), Dinictis, Eusmilus y Hoplophoneus (ambos de la familia de Nimravidae), Eporeodon, Merycoidodon y Miniochoerus (tres clases que pertenecen a la familia de los Oreodontes), Hyracodon, Metamynodon y Subhyracodon (que se asemejaban al rinoceronte), Hyaenodon (Creodonta), Ischyromys (Roedor que se asemejaba a un Spermophile), Leptomeryx (Tragulidae) y Poebrotherium (Camelidae).

## El clima
El clima del parque es muy variable al cabo del año, e imprevisible en un mismo día. Las temperaturas anuales varían de - 4 a 47 °C; los veranos son cálidos y secos, con episodios tempestuosos durante los cuales caen, con violencia y en un corto período, grandes cantidades de agua, causando un intenso abarrancamiento. Los inviernos son generalmente fríos, con nevadas que alcanzan entre 30 y 60 cm de nieve al año, lo que es asombroso en esta región semiárida. El viento es además generalmente bastante fuerte en esta región.
| mes                          | E   | F  | M  | A  | M  | J  | Jl | A  | S  | O  | N  | D  |
| ---------------------------- | --- | -- | -- | -- | -- | -- | -- | -- | -- | -- | -- | -- |
| Temperaturas máximas (en °C) | 1   | 4  | 9  | 16 | 22 | 28 | 33 | 33 | 27 | 20 | 10 | 4  |
| Temperaturas mínimas (en °C) | -12 | -9 | -4 | 2  | 8  | 13 | 16 | 16 | 11 | 4  | -3 | -8 |
| Precipitaciones (en mm)      | 7   | 12 | 22 | 45 | 70 | 79 | 49 | 37 | 31 | 23 | 10 | 8  |

## Fauna y flora

### Fauna
Las especies animales más notables del parque son: el Coyote, el Puerco espín, él Muflón canadiense, el Lince rojo, la Picaza de América, el Bisonte de Norteamérica , el crótalo de las praderas, el Perro de la pradera de cola negra, el Zorro veloz y el Turón de pies negros.

#### Mamíferos

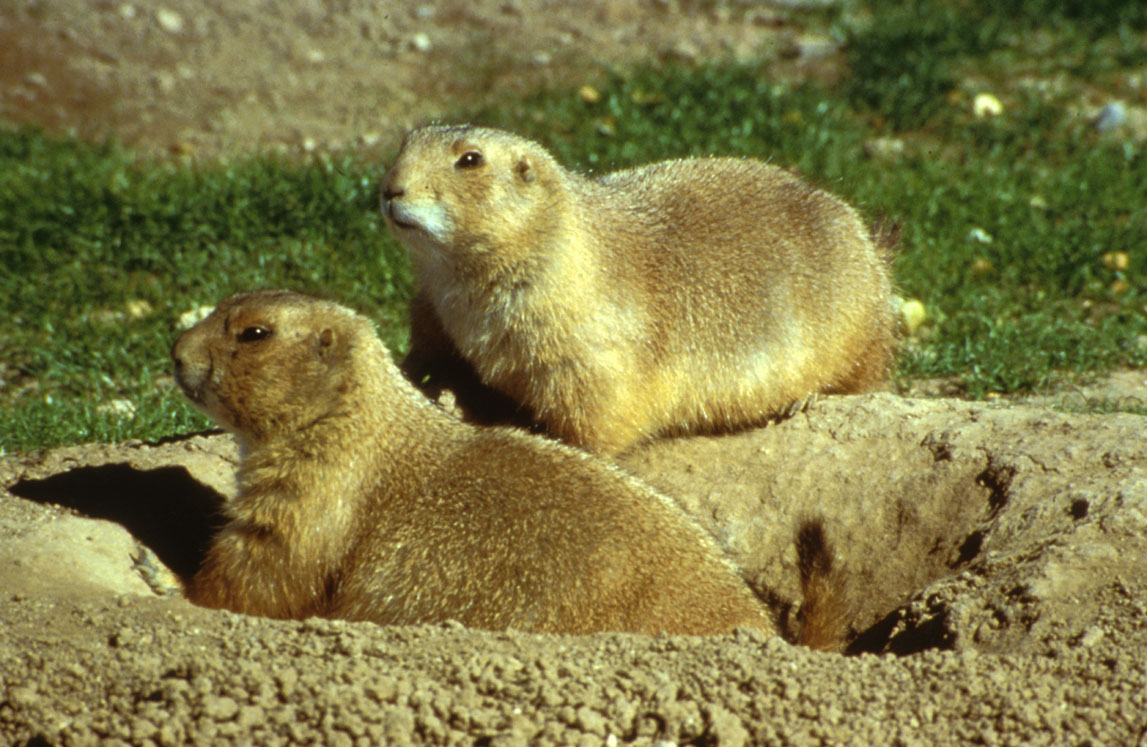
Los roedores están muy extendidos en el Parque Nacional de Badlands, como, por ejemplo, el Perro de la pradera de cola negra.

Por su vegetación esteparia, el parque acoge manadas de herbívoros como el Ciervo hémione (Odocoileus hemionus), el Pronghorn (Antilocapra americana), o el Bisonte de Norteamérica (Bisonte bison). Además de este gran herbívoro, hay numerosos roedores que se alimentan de las gramíneas y de otros vegetales de los prados. Los roedores más comunes del parque son el Conejo del desierto (Sylvilagus audubonii), el Tamia menor (Eutamius minimus), la Ardilla de tierra de trece bandas o Suslik de trece bandas (Spermophilus tridecemlineatusi), el Perro de la pradera de cola negra (Cynomys ludovicianus), el Ratón silvestre (Peromyscus maniculatus), el Ratón saltamontes (Onychomys leucogaster) que es carnívoro, la Rata de cola tupida (Neotoma cinerea), el Campañol de los prados ( Microtus ochrogaster), el Campañol de Pensilvania (Microtus pennsylvanicus), el Ratón común ( Movidos musculus) y el Puerco espín (Erethizon dorsatum). El mamífero rapaz más común es el Coyote (Canis latrans) 

#### Aves

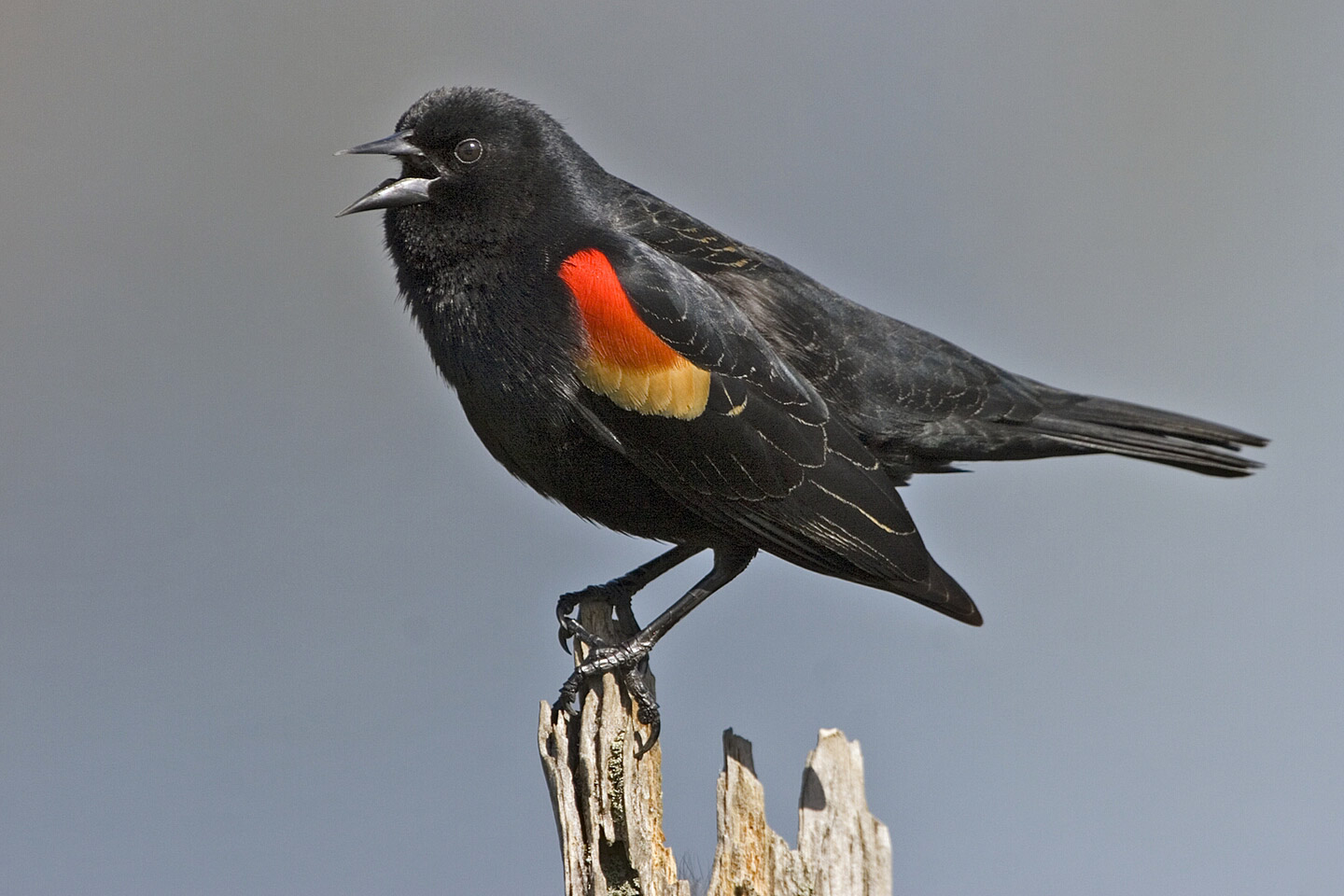
El Tordo de hombreras (aquí, un macho) es una de las especies de aves más abundantes en el parque nacional de los Badlands

215 especies de aves se han contabilizado en el parque. Las especies más comunes son la Tórtola (Zenaida macroura), la Alondra (Eremophila alpestris), la Golondrina rústica ( Hirundo rustica), la Picaza de pico negro de América (Pica hudsonia), el Escribano (Ammodramus savannarum), el Tordo de hombreras (Agelaius phoeniceus) y la Sturnella (Sturnella neglecta). La Grulla del Canadá (Grus canadensis) , aunque abundantes también (sobre todo en período de migración), no anida dentro del parque.

#### Otros vertebrados
El parque alberga varias especies de anfibios (salamandras, sapos y ranas), pero los más comunes son Pseudacris triseriata, la Rana leopardo ( Rana pipiens) y el Bufo woodhousii. Si los lagartos son raros en el parque, existen por el contrario varias especies de serpientes.

#### Reintroducciones en el parque

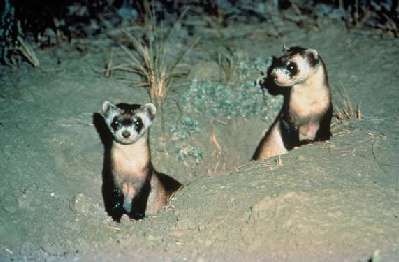
El Turón de pies negros, salvado in extremis de la extinción.

El muflón, el bisonte, el zorro y el turón en realidad fueron reintroducidos en el parque después de su exterminio en esta región. El muflón desapareció de esta región durante cerca de 40 años: el último espécimen conocido en los Badlands se cazó en 1926 y en 1964 la especie se reintrodujo en el parque. El bisonte desapareció de esta zona en los años 1880 y fue reintroducido en 1963, después de más de 80 años de eclipse. El turón de pies negros es el mamífero terrestre más amenazado de Norteamérica. Considerado como extinguido en estado salvaje en los años setenta, se descubrió en 1981 una pequeña población salvaje en Wyoming. Por cruce con individuos cautivos, se obtuvieron individuos que se reintrodujeron en zonas bien precisas (es decir protegidas y presentando una buena población de Perros de prado, presa predilecta del turón). Se reintrodujeron en el parque de los Badlands en 1994. Actualmente, viven en el parque una treintena de individuos. 

### Flora
El parque está cubierto al 50% de prados mixtos. Se han contabilizado en él numeras especies de hierbas y de plantas con flores, y también algunos árboles y arbustos que sobreviven en el clima semiárido. La administración del parque lucha también contra cerca de 70 especies invasivas, llevadas allí accidental o voluntariamente por los colonos europeos.

## Historia

### Amerindios
Durante cerca de 11 000 años, los Amerindios utilizaron la región como terreno de caza. Fueron primero los Paleo-indios, luego los Arikara. Las huellas arqueológicas, así como las tradiciones orales, indican que estas tribus vivían en los valles por donde pasaban aguas corrientes y donde había caza en las cercanías durante todo el año. Se han encontrado piedras y rastros de carbón que mostraban los lugares de los campamentos, así como las puntas de flecha y las herramientas utilizadas para despedazar la caza. Hace 150 años, llegaron los Sioux, en particular, los Oglala Lakota, que empujaron a estas poblaciones más hacia el norte. Hacia el final del siglo XIX, los colonos europeos se instalaron en Dakota del Sur, y el Gobierno de los Estados Unidos forzó a los Amerindios a vivir en reservas. En 1890, numerosos Amerindios, entre ellos los Oglala Lakota, siguieron al profeta Wovoca cuyas visiones pedían al pueblo amerindio bailar la Ghost Dance (danza fantasma) llevando las Ghost Shirts (camisas fantasmas), pretendidamente invulnerables a las balas, con el fin de hacer desaparecer al hombre blanco y recuperar sus terrenos de caza. Una de las últimas Ghost Dance tuvo lugar en la South Unit del Parque Nacional Badlands. Poco después, hubo una confrontación entre los Amerindios, guiados por el jefe Sioux Big Foot y los militares americanos que condujo a la masacre de Wounded Knee, la última confrontación importante hasta los movimientos de liberación de los Amerindios de los años setenta, de los que algunos tuvieron también lugar en Wounded Knee, Dakota del Sur.

### El acta Homestead
Aunque el Homestead Act data de 1862, no es hasta el siglo XX cuando agricultores procedente de la costa de los Estados Unidos o de Europa comenzaron a colonizar esta difícil región. El Homestead Act asignaba alrededor de 65 ha a cada familia que allí se instalara; si bien se comprobó que esta superficie era insuficiente para unas tierras tan difíciles, en un clima semiárido. Sin embargo, algunos colonos llegaron a subsistir, viviendo (debido a la falta de madera) en chozas construidas con bloques de césped y que se calentaban con estiércol de bisonte desecado. Pero en los años treinta, el Dust Bowl, así como olas de nubes de langosta causaron el abandono de numerosas explotaciones agrarias. Existen, sin embargo, actualmente, algunas explotaciones que crían ganado y producen gramíneas, en particular, trigo de invierno.

## Galería

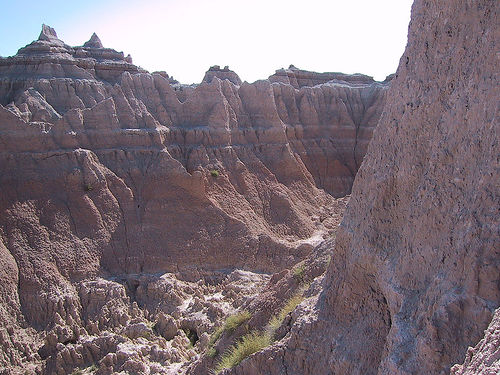
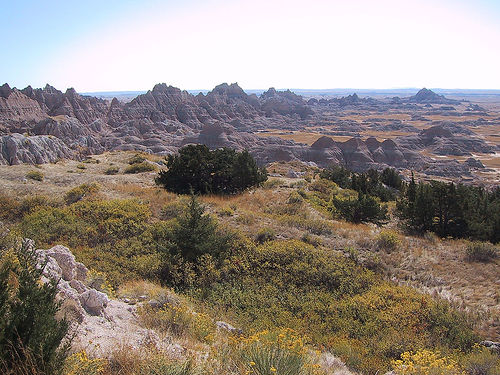
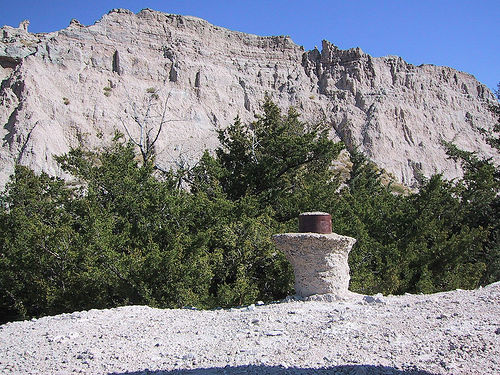
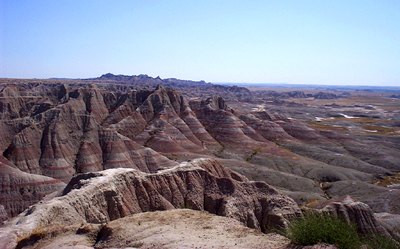
Erosión en los Badlands
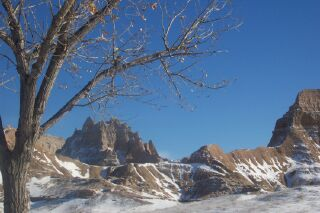
Badlands
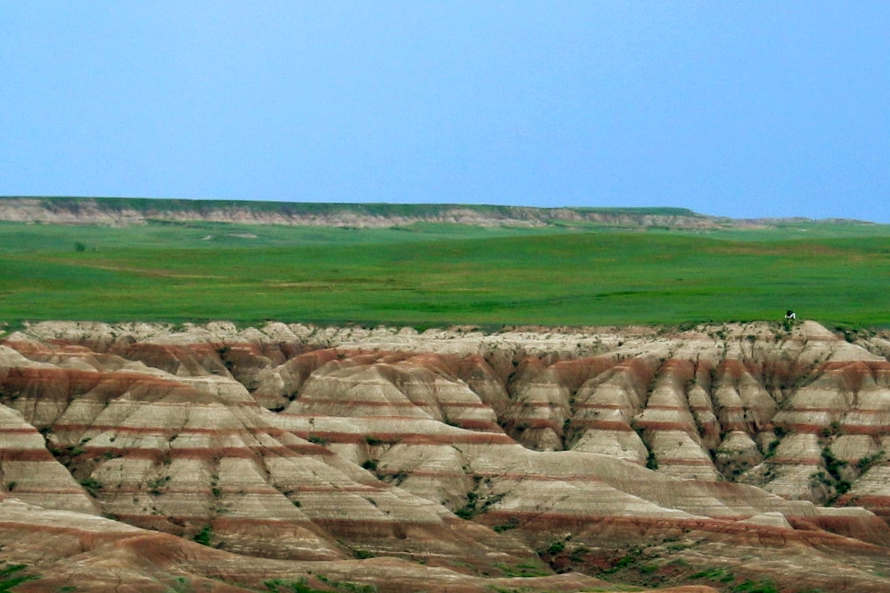
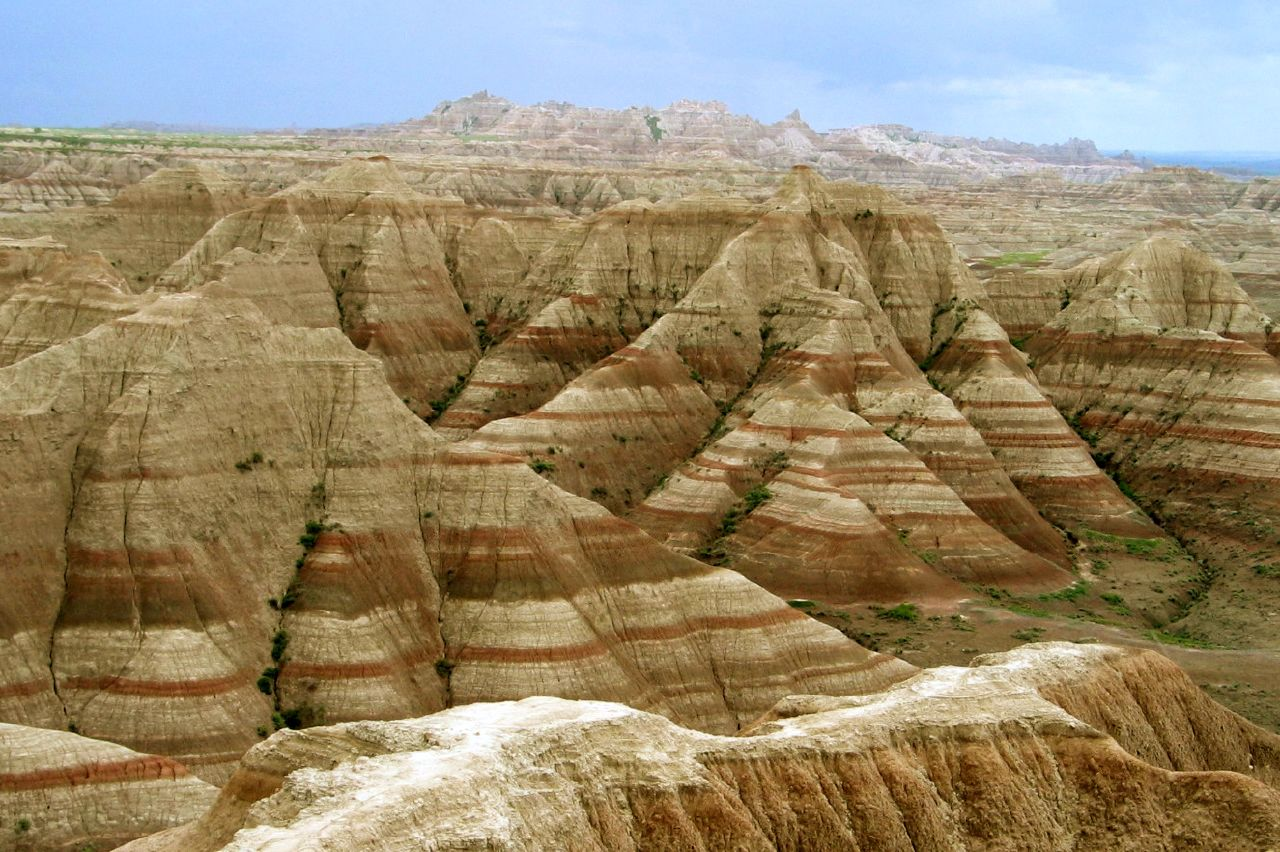
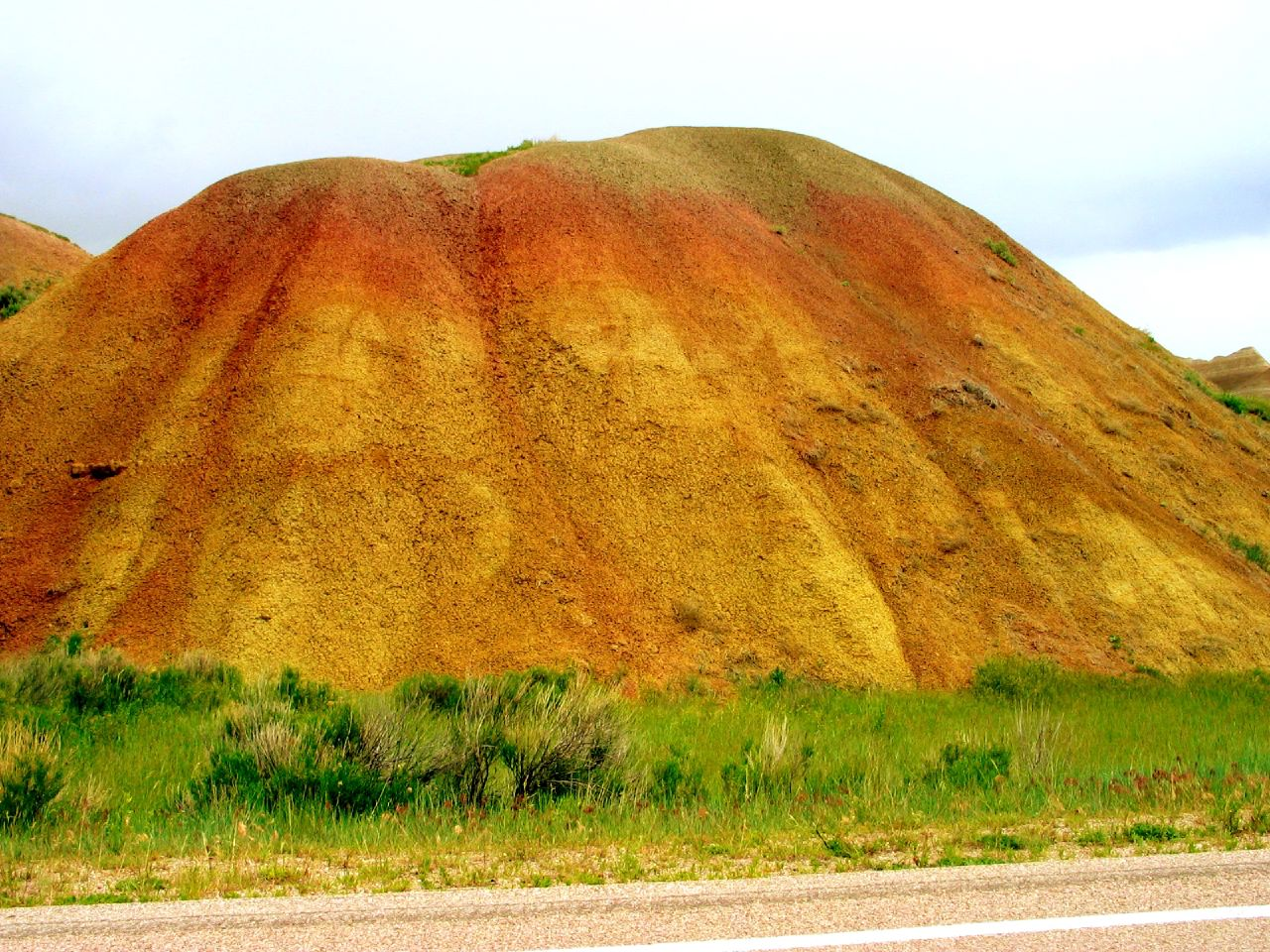
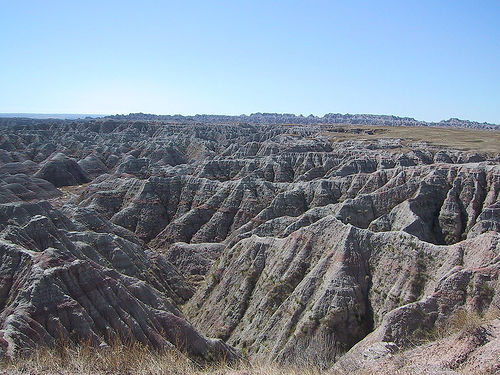
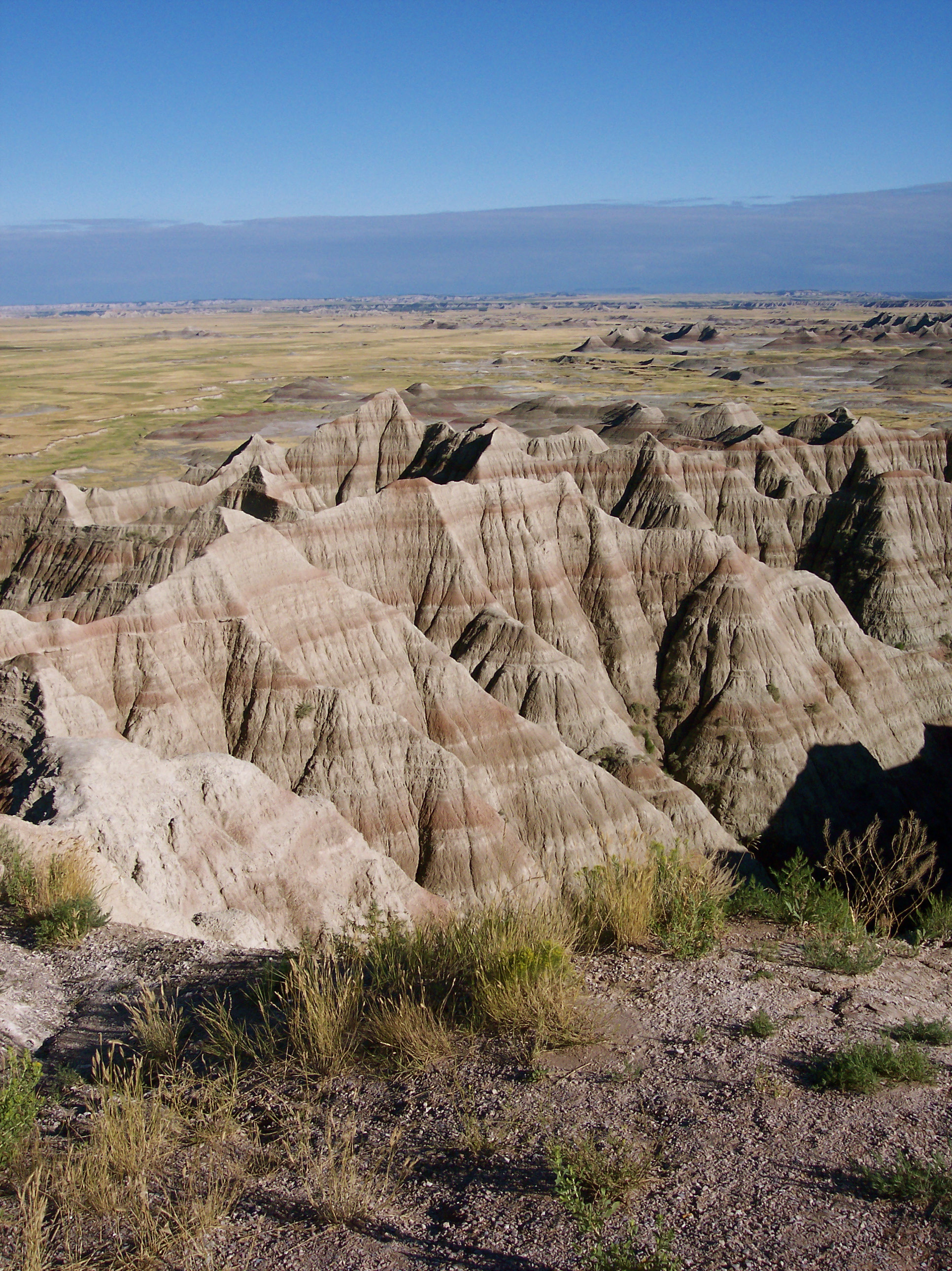
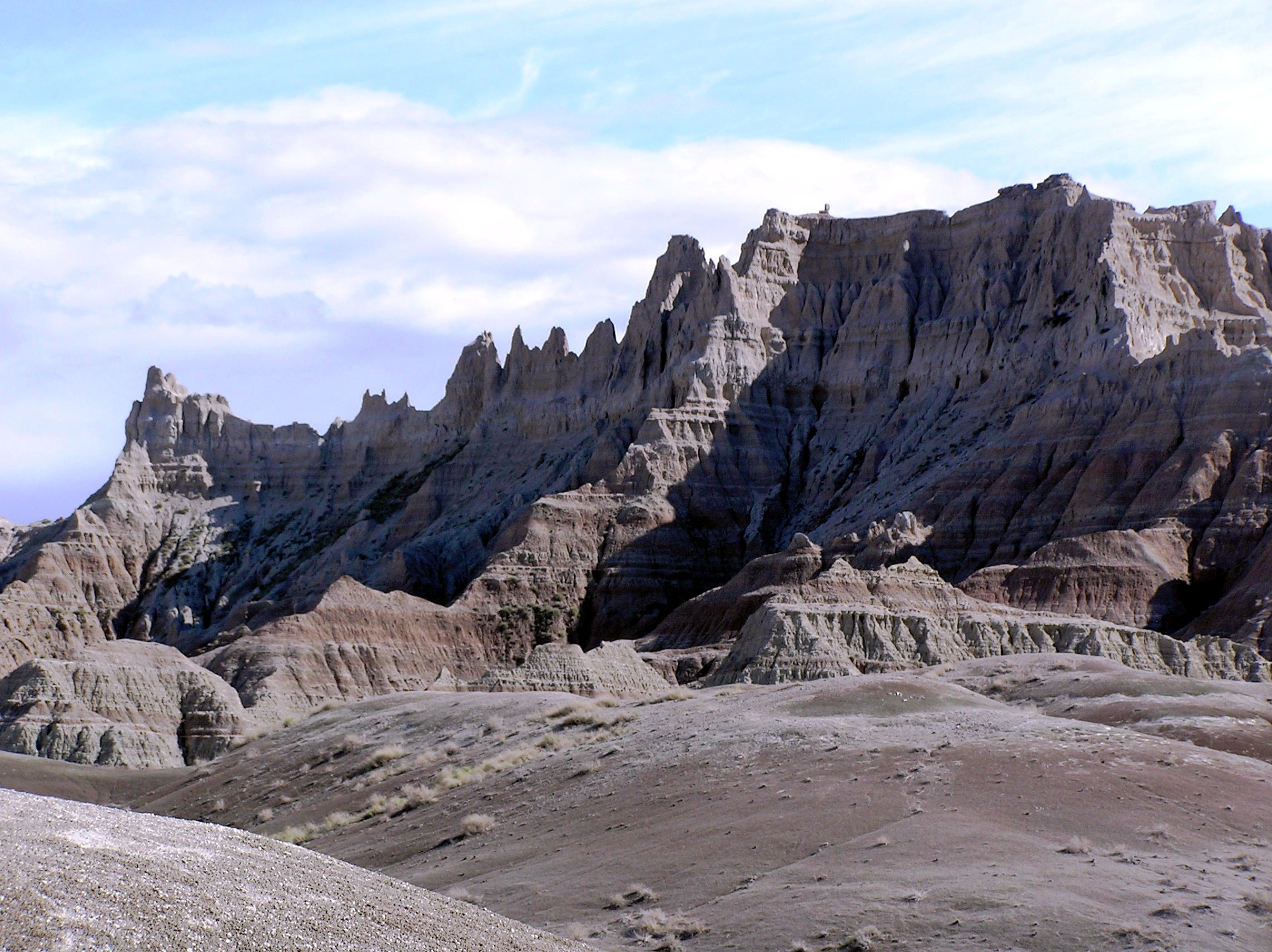
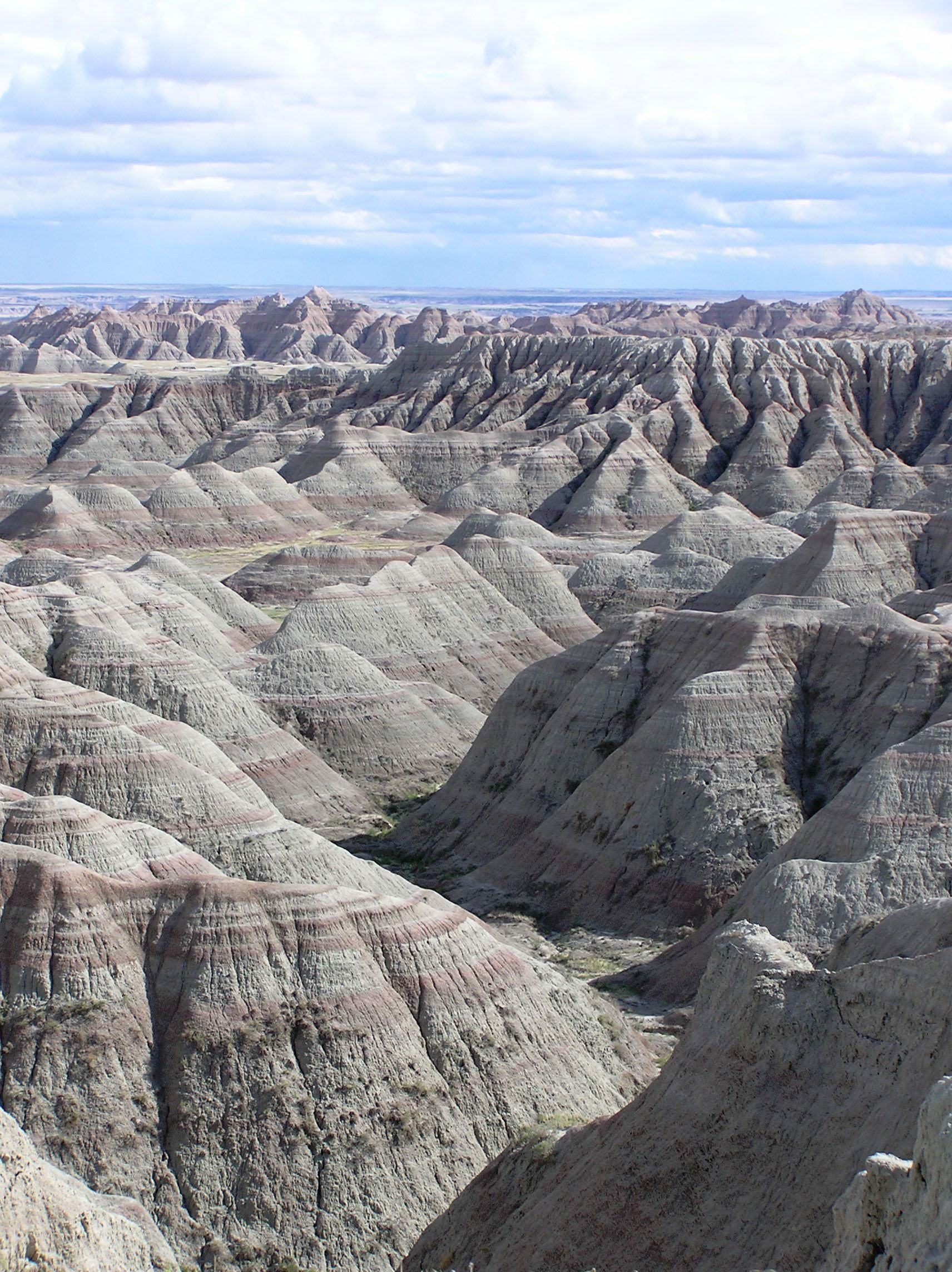
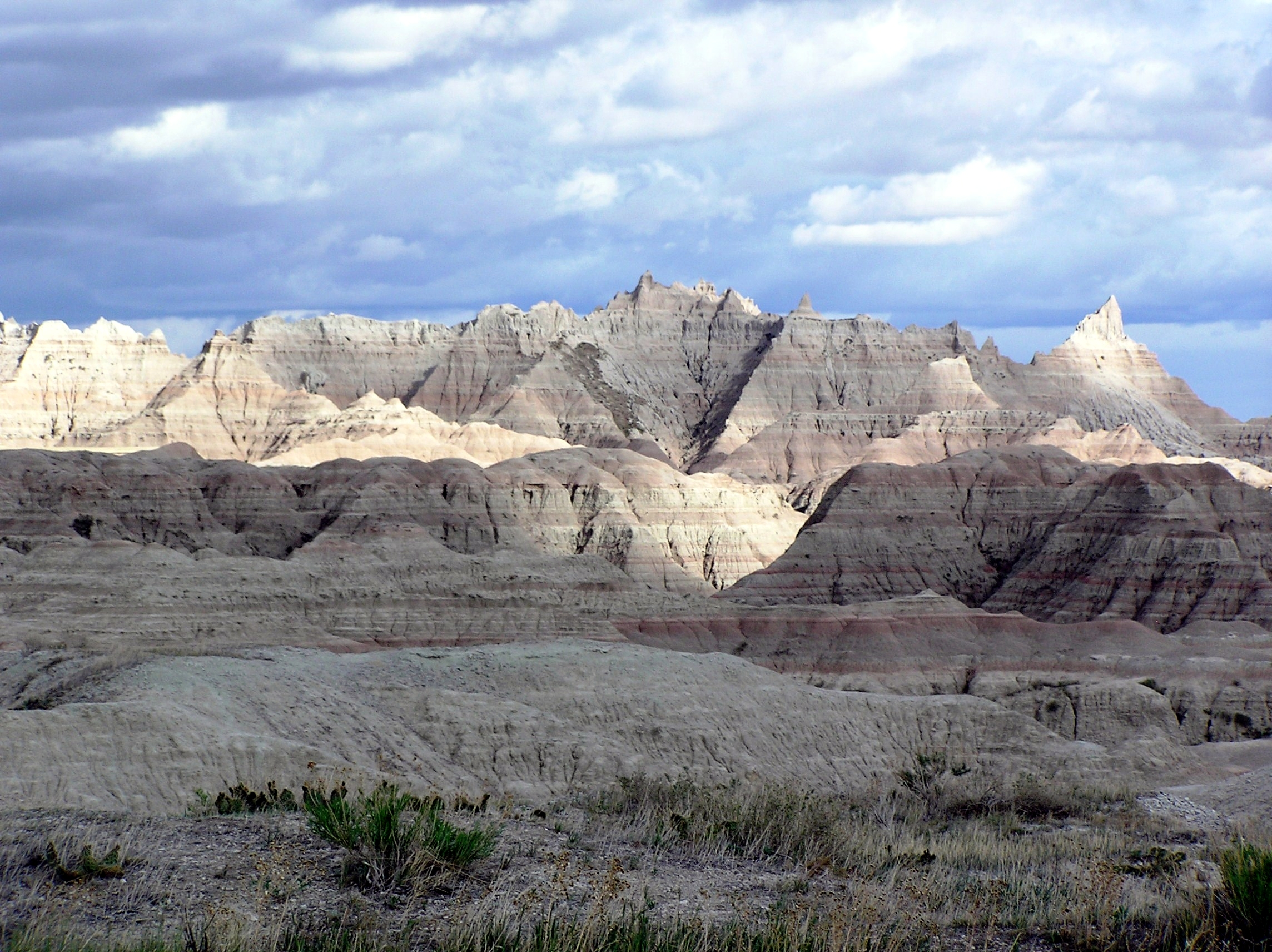
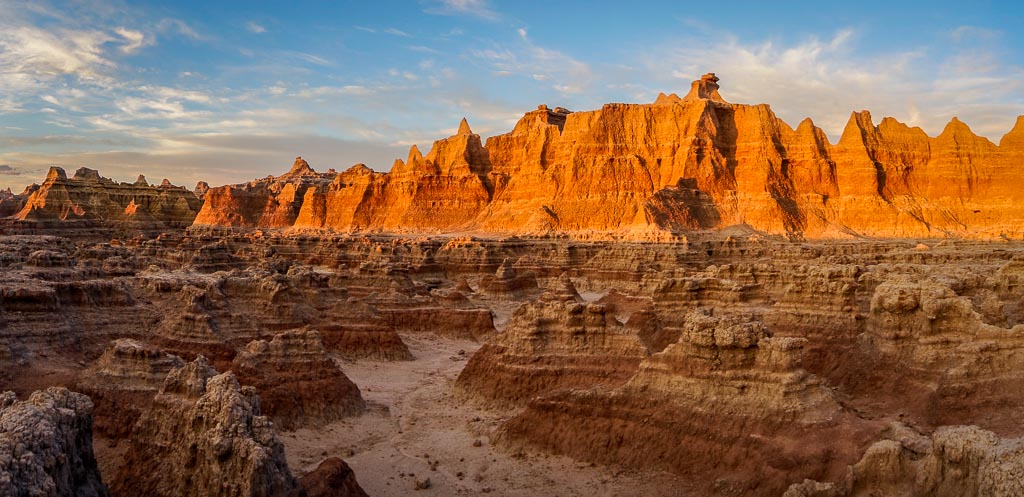